# Lonerism
Lonerism — другий студійний альбом австралійської психоделічної рок-групи Tame Impala, виданий 5 жовтня 2012 року на лейблах Modular. Кращий альбом 2012 року в Австралії. 6 грудня 2013 року було номіновано на премію Греммі-2014 в категорії Кращий альтернативний альбом.

## Історія
Lonerism дебютував на четвертому місці в Австралії (ARIA Australian Top 50 Albums). У Великій Британії альбом досяг позиції № 14, а в США - № 34 в американському хіт-параді Billboard 200 з тиражем 12,000 копій в перший тиждень релізу. Всього в США було продано 210,000 копій.
Альбом отримав в цілому позитивні відгуки музичної критики і інтернет-видань.

## Список композицій
Автор музики і слів Кевін Паркер, крім «Apocalypse Dreams» і «Elephant», де автори Кевін Паркер и Jay Watson. 
| #     | Назва                                                                 | Тривалість |
| ----- | --------------------------------------------------------------------- | ---------- |
| 1.    | «Be Above It»                                                         | 3:21       |
| 2.    | «Endors Toi»                                                          | 3:06       |
| 3.    | «Apocalypse Dreams»                                                   | 5:56       |
| 4.    | «Mind Mischief»                                                       | 4:31       |
| 5.    | «Music to Walk Home By»                                               | 5:12       |
| 6.    | «Why Won't They Talk to Me?»                                          | 4:46       |
| 7.    | «Feels Like We Only Go Backwards (Видео)»                             | 3:12       |
| 8.    | «Keep On Lying»                                                       | 5:54       |
| 9.    | «Elephant (Видео)»                                                    | 3:31       |
| 10.   | «She Just Won't Believe Me»                                           | 0:57       |
| 11.   | «Nothing That Has Happened So Far Has Been Anything We Could Control» | 6:01       |
| 12.   | «Sun's Coming Up»                                                     | 5:20       |
| 51:53 |                                                                       |            |

## Чарти
| Чарт (2012)                        | Найвища позиція |
| Australian Artist Albums (ARIA)    | 1               |
| Australian Albums (ARIA)           | 4               |
| Belgian Albums (Ultratop Flanders) | 38              |
| Belgian Albums (Ultratop Wallonia) | 62              |
| UK Albums (OCC)                    | 14              |
| Irish Albums (IRMA)                | 39              |
| Italian Albums (FIMI)              | 72              |
| Dutch Albums (MegaCharts)          | 58              |
| Norwegian Albums (VG-lista)        | 27              |
| Billboard 200                      | 34              |
| French Albums (SNEP)               | 106             |
| Swiss Albums (Schweizer Hitparade) | 60              |
| Swedish Albums (Sverigetopplistan) | 50              |
| ---------------------------------- | --------------- |